# Estación Huatulame
Huatulame fue una estación ferroviaria correspondiente al Longitudinal Norte ubicada en la comuna de Monte Patria, en la Región de Coquimbo, Chile. Actualmente la estación no presta servicios.

## Historia

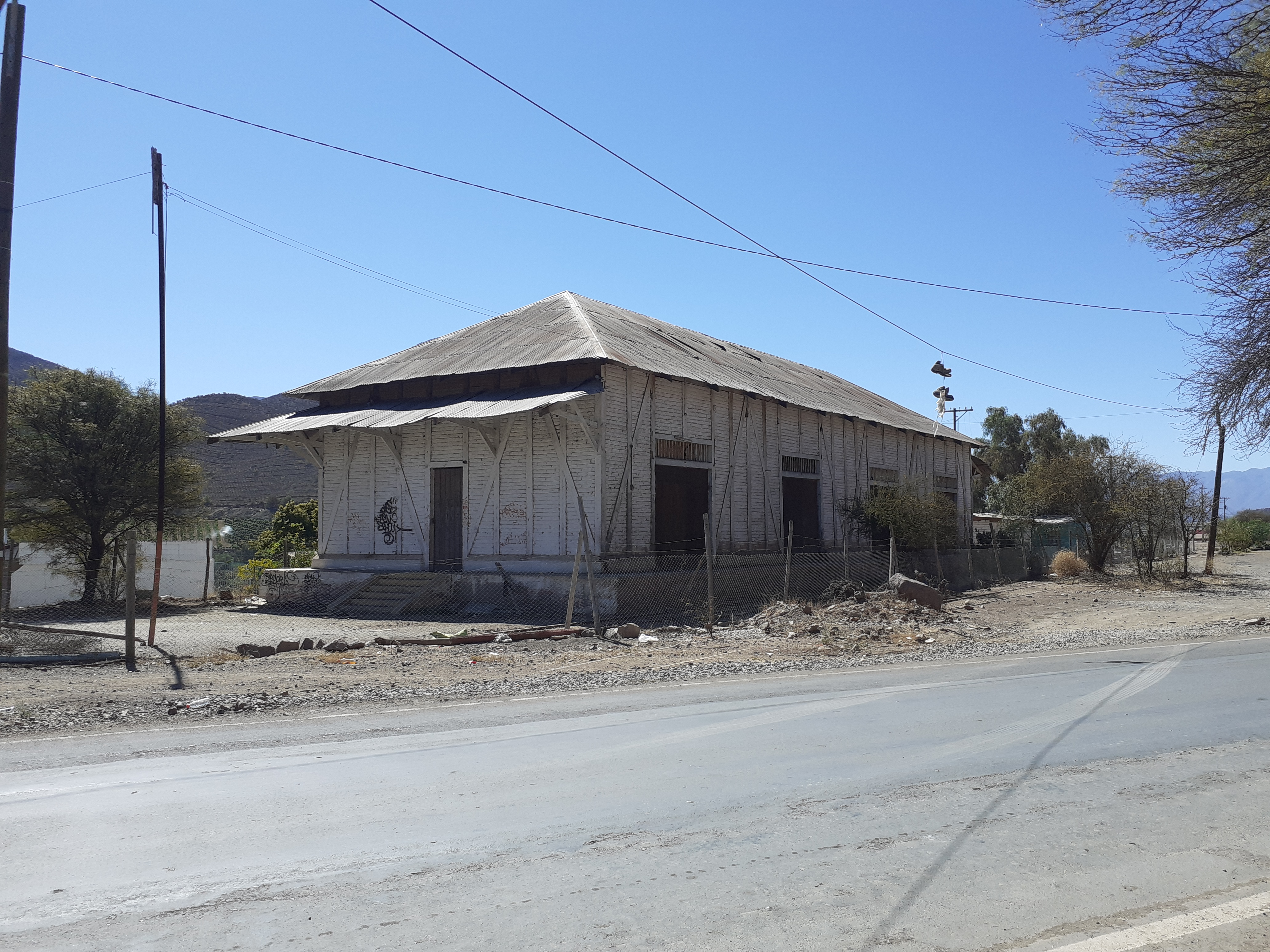
Bodegas de la estación.

La estación Huatulame fue parte de la construcción inicial de segmentos del Longitudinal Norte, en particular, de la sección de ferrocarril que iniciaba en la estación San Marcos y terminaba en la estación Paloma a través de un ferrocarril que inició sus obras en 1889 y las terminó en 1896. Sin embargo, la extensión completa fue inaugurada en 1911, debido a que este segmento del ferrocarril fue entregado al estado chileno inconcluso.
Para 1967 la estación sigue operativa, siendo suprimida mediante decreto del 28 de julio de 1978.
Los edificios de la estación se hallan en buen estado; el edificio de la bodega sigue en pie, mientras que el edificio de la estación se encuentra en estado ruinoso pero la estructura original se mantiene estable. La estación posee una vía local y una principal. La estación cumplió funciones de carga de productos agrícolas producidos en los campos aledaños. A fines de 2019 parte del edificio de la estación sufrió un incendio.